# Radioteater

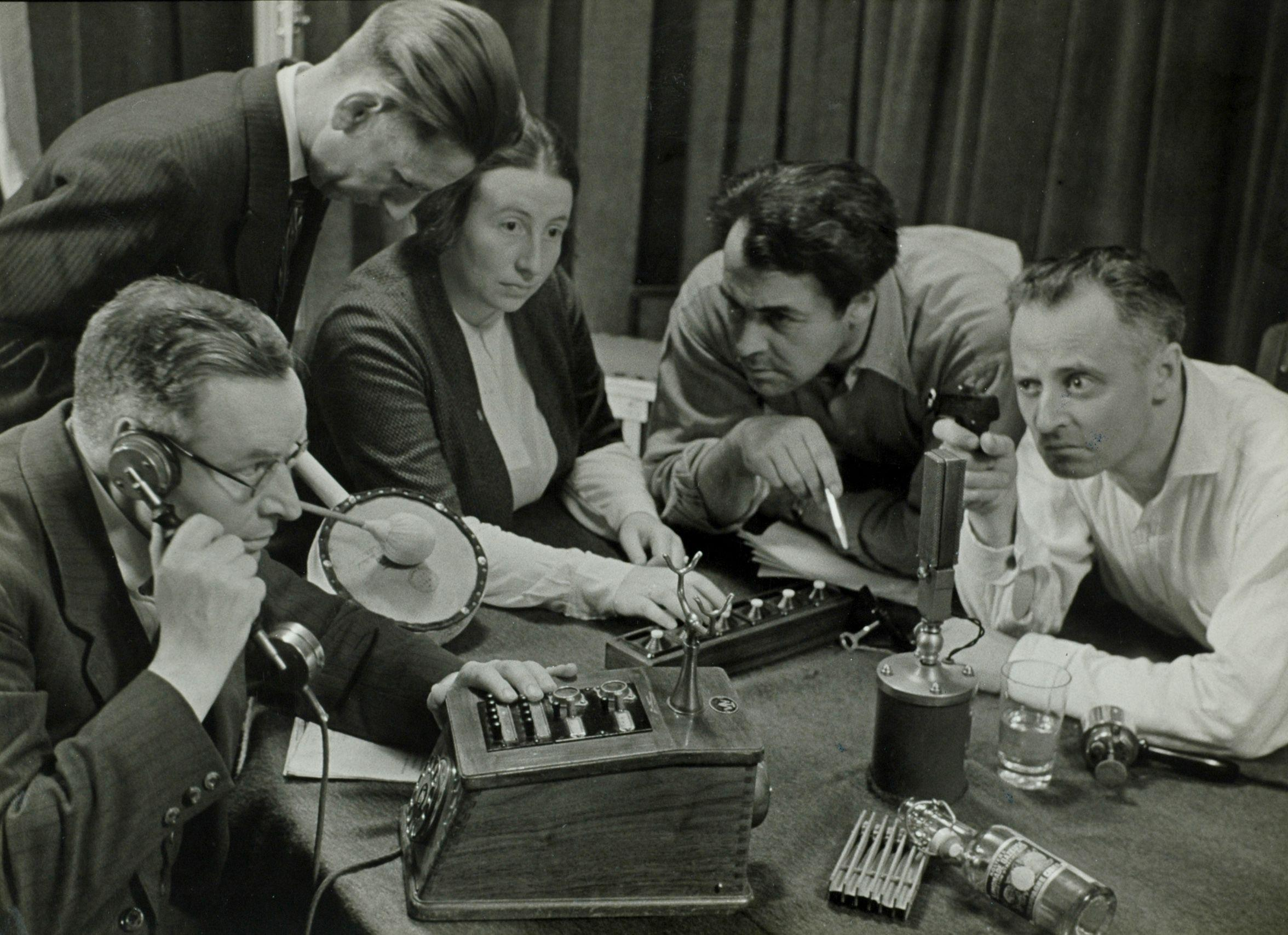
Inspelning av en radiopjäs i Nederländerna 1949.

Radioteater, drama eller radiopjäser i radio eller annat ljudmedium.
Radioteater karakteriseras av att bara kunna använda audiella uttryck som dialog, musik och ljudeffekter.
I Sverige har nästan all radioteater producerats av Sveriges Radios teateravdelning som kallas för Radioteatern. Radioteatern har så länge den existerat lyckats locka landets mest uppburna skådespelare för sin tid, bland andra Jarl Kulle, Inga Tidblad, Mikael Persbrant, Lena Endre.
Några exempel på radiopjäser är: Kalle Stropp och Grodan Boll, Liftarens guide till galaxen, Sagan om ringen, John Gabriel Borkman, Man ser Inte Köpenhamn Idag och Tordyveln flyger i skymningen.
Vid 1930-talets slut hade radioteater blivit mycket populärt i flera delar av världen. 1938 orsakade Orson Welless science fiction-berättelse Världarnas krig panik i USA, då vissa först trodde att jorden verkligen invaderades av varelser från Mars.

### Fotnoter
1. ↑  Koch, Howard, The Panic Broadcast: The Whole Story of Orson Welles' Legendary Radio Show Invasion From Mars, Avon Books, 1971.